# Steve Prefontaine

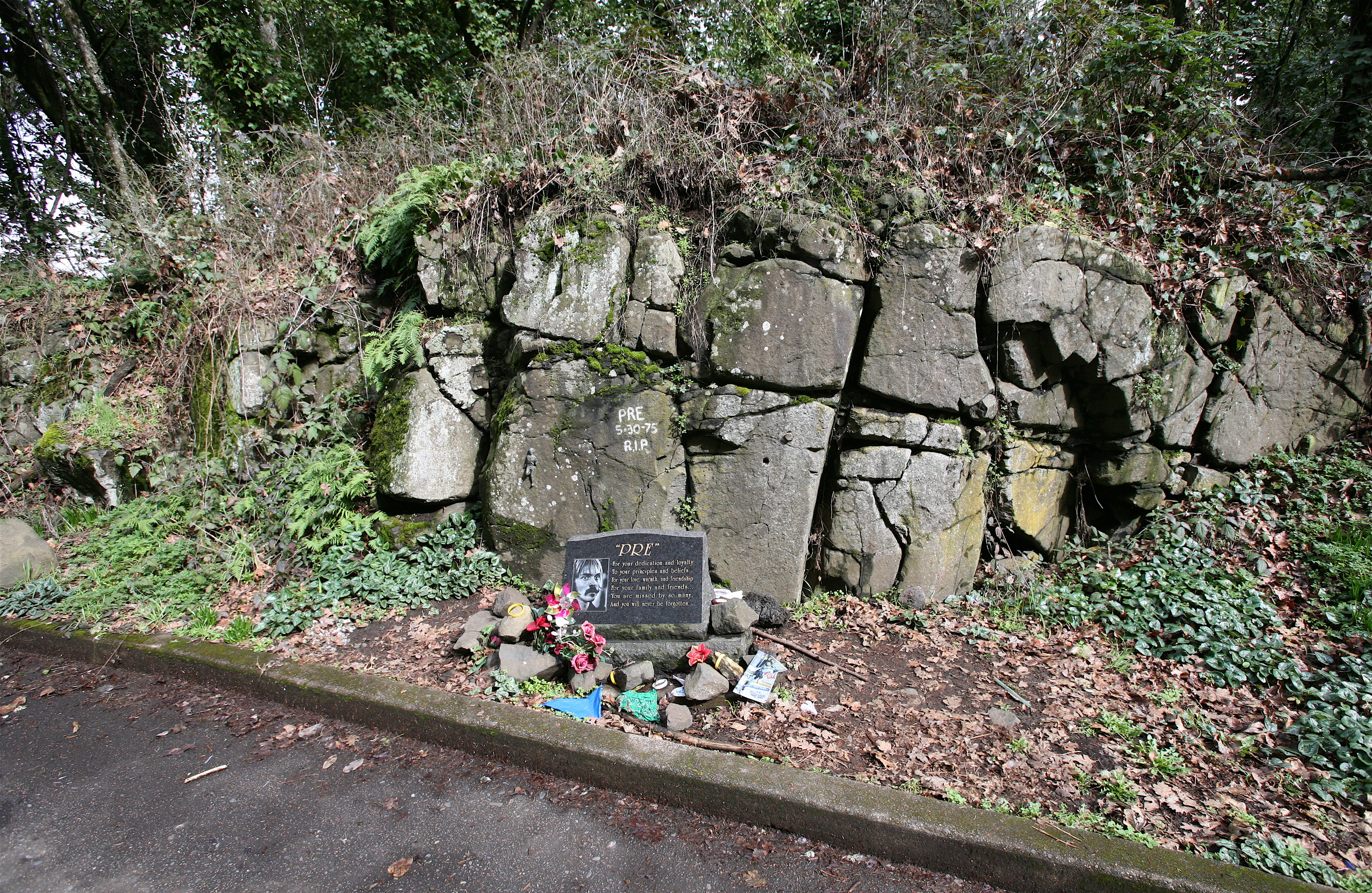
Tablica upamiętniająca miejsce śmierci Steve'a Prefontaine'a

Steve Roland Prefontaine, ps. Pre (ur. 25 stycznia 1951 w Coos Bay, zm. 30 maja 1975 w Eugene) – amerykański biegacz olimpijski, który w latach 70. spowodował nagły popyt na jogging.
Prefontaine biegał głównie na długich dystansach. Poprawiał rekordy na różnorodnych mityngach od mili do 10 000 metrów. Sportowiec znany był ze swojej agresywnej taktyki i z tego, że na wyścigu zawsze dawał z siebie wszystko.
Zdobył złoty medal w biegu na 5000 metrów na igrzyskach panamerykańskich w 1971 w Cali. Zajął 4 miejsce na tym dystansie podczas igrzysk olimpijskich w 1972 w Monachium.
Prefontaine w wieku 24 lat zginął tragicznie w wypadku samochodowym.
Zrealizowano o nim filmy biograficzne Przed metą i Prefontaine. Od 1975 organizowany jest w Eugene mityng lekkoatletyczny Prefontaine Classic upamiętniający zmarłego biegacza.

## Rekordy USA
| Dystans       | Rezultat | Data                  | Źródło |
| ------------- | -------- | --------------------- | ------ |
| 2 mile        | 8:18     | 18 lipca 1974(dts)    | [ 1 ]  |
| 3 mile        | 12:51    | 8 czerwca 1974(dts)   | [ 1 ]  |
| 5000 metrów   | 13:21,87 | 26 czerwca 1974(dts)  | [ 1 ]  |
| 10 000 metrów | 27:43,60 | 27 kwietnia 1974(dts) | [ 1 ]  |